# (4344) Buxtehude
(4344) Buxtehude es un asteroide perteneciente al cinturón de asteroides, descubierto el 11 de febrero de 1988 por Eric Walter Elst desde el Observatorio de La Silla, Chile.

## Designación y nombre
Designado provisionalmente como 1988 CR1. Fue nombrado Buxtehude en honor al compositor y organista germano-danés Dietrich Buxtehude.

## Características orbitales
Buxtehude está situado a una distancia media del Sol de 3,108 ua, pudiendo alejarse hasta 3,488 ua y acercarse hasta 2,729 ua. Su excentricidad es 0,122 y la inclinación orbital 2,392 grados. Emplea 2002 días en completar una órbita alrededor del Sol.

## Características físicas
La magnitud absoluta de Buxtehude es 12,8. Tiene 15,913 km de diámetro y su albedo se estima en 0,054.